# 特谢拉 (帕拉伊巴州)
特谢拉（葡萄牙語：Teixeira）是巴西帕拉伊巴州的一个市镇。总面积114.437平方公里，总人口13663人，人口密度119.4人/平方公里。